# Акинетический мутизм
Акинети́ческий мути́зм — медицинский термин из области неврологии, описывающий особое состояние пациента, при котором он полностью утрачивает способность говорить (мутизм) и двигаться (акинезия) при наличии физической возможности производить эти действия. Отсутствует даже реакция на болевые раздражители. Только глазные яблоки пациента в таком состоянии сохраняют способность производить движения: следить за окружающими предметами или людьми, находить источники звуков, и сами пациенты очевидно сохраняют понимание окружающей действительности. Излечившиеся пациенты описывают это состояние так, будто некая сила поднималась и мешала им всякий раз, как они пытались сделать какое-либо движение.
Состояние описано при сосудистых, травматических и аноксических повреждениях мозга, затрагивающих лобную долю, поясную извилину (особенно при вовлечении передних отделов поясной извилины с двух сторон), таламус, оба полушария; при опухоли третьего желудочка головного мозга, злокачественном нейролептическом синдроме, СПИДе. Акинетический мутизм также может быть вызван субарахноидальным кровоизлиянием. Временно подобное состояние встречается при выходе из тяжёлой комы, в частности после острой черепно-мозговой травмы. Нередко такое состояние становится следствием инсульта, токсического воздействия лекарств или терминальной стадией болезни Крейтцфельдта — Якоба.
Впервые такое состояние было описано в 1941 году (Кэрнс и др.) у пациентки, страдавшей опухолью дна третьего желудочка головного мозга. Её состояние резко улучшилось во время пункции: как только игла приблизилась к опухоли, пациентка издала громкий звук и после этого сразу приобрела возможность разговаривать. Память о периоде в состоянии акинетического мутизма у неё не сохранилась.
Состояние акинетического мутизма получило широкую известность после выхода фильма «Пробуждение», где по сюжету врач пытается излечить это состояние и добивается неожиданных успехов.